# Tetsujin 28-gō
Tetsujin 28-gō (鉄人28号?), también conocido fuera de Japón como Iron Man 28 y Gigantor, es un manga de ciencia ficción escrito por Mitsuteru Yokoyama. Publicado en la Shōnen Magazine en 1956, fue el precursor del género mecha, de robots gigantes en el manga y el primer éxito de Yokoyama, que para entonces tenía 21 años. 
La serie tuvo mucho éxito, y se produjo una versión animada en 1963. La serie fue exportada a Estados Unidos, donde se cambió el nombre del robot y de los personajes.

## Argumento
Ironman 28 (Tetsujin 28), como fue conocido en algunas partes de Latinoamérica -en México y Perú fue conocida como "El Hombre de Acero"- trataba de un robot construido por el doctor Cañedo (Dr. Kaneda en el original), siendo su hijo Ricardo (Shotaro en el original) quien lo manejaba utilizando una pequeña caja control remoto. También estaban el doctor Eduardo Espinoza (Dr. Shikishima en el original), su esposa Sandra, su hija Marta y el inspector Efraín (inspector Ootsuka en el original).
Tuvo dos doblajes el primero que dio en Perú en los 70´s se le conoció al robot como "El Hombre de Acero", y al niño que lo manejaba como Carlos Centella, en cambio en la versión que dio en TV a mediados de los 80 en el doblaje lo mencionaban como IRONMAN 28, y el ahora muchacho era Ricardo Canedo.
La serie cuenta con muchos enemigos, usualmente aparecía en escena el mafioso conocido como Branch, que era el director de una organización al margen de la ley, que tenía recursos, aparentemente, ilimitados y se valía de los grandes avances de la tecnología para cometer sus fechorías, con una amplia gama de robots gigantes.
Ironman 28 no estaba solo, compartía sus aventuras junto a un pequeño robot, de nombre "08", que utilizaba cassettes para seguir instrucciones y que en más de alguna ocasión fue decisivo para que Ironman saliera avante en sus misiones.
Ironman 28 no tenía armas, peleaba a puño limpio con un par de movimientos especiales como el «Puño Demoledor» y la «Patada Voladora», más de alguna vez utilizó su cresta que simila un general Romano para despedazar o embestir a los enemigos.
Por otra parte, existe la saga «Satán del Espacio» (o «Satán del Universo» según traducciones para Latinoamérica): un ser extraterrestre que quería conquistar la Tierra y envía a su hijo a un reconocimiento, aunque este comienza a descubrir los sentimientos humanos. Para ello se formó una misión con varias naves espaciales para interceptarlo y aniquilarlo, junto a Ironman 28. Aquí finaliza la serie, con una batalla contra este ser.
Ironman 28 fue la primera serie del género japonés Mecha y dejó su firma en el mercado del manga y anime. Aquí marcó un hito en la generación de los 80 en toda Latinoamérica.

## Personajes
| Personaje                                                              | Descripción |
| ---------------------------------------------------------------------- | --- |
| Ironman 28 (Gigantor) Tetsujin 28                                      | |
| Ricardo Cañedo (Carlos Centella) (金田 正太郎, Kaneda Shōtarō)         | el hijo de diez años del Dr. Cañeda. Es el controlador asignado de Ironman 28, con un profundo apego emocional al robot. Ricardo es un famoso joven detective en Tokio, y en la manga, serie 1963, y serie 2004, puede ser visto frecuentemente conduciendo un auto. |
| Dr. Cañedo Dr. Kaneda                                                  | |
| Dr, Eduardo Espinoza (敷島 博士, Shikishima-hakase)                    | el asistente del Dr. Cañeda, después el mentor y guardián de Ricardo. Él es cuidadoso y muy dedicado a su trabajo, pero usualmente se ve serio y sin expresión. Esta casado con Sandra y tiene una hija llamada Tetsuo. |
| Sandra Utako                                                           | |
| Tetsuo Shikishima                                                      | |
| Marta Makiko Shikishima                                                | |
| Inspector Efraín (大塚 署長, Ōtsuka-shochō)                            | el Jefe de la policía de Tokio. Él es tibio en personalidad y muy entusiasta, lo que no quiere decir que no toma en serio su trabajo. Es muy cercano al Dr. Eduardo Espinosa y también cuida de Ricardo, actuando aun como padre sustituto en la serie de 2004. |
| Kenji Murasame (村雨 健次, Murasame Kenji)                             | un antiguo oficial de inteligencia quien comenzó a ayudar al trabajo del Inspector Efraín y Ricardo. Su aparición en las series de los 1960s y 2004 son totalmente diferentes, en la serie de los 1960s es inmediatamente aliado de Ricardo, pero en la serie de 2004, su hermano Ryuusaku y Tatsu son asesinados durante la resucitación de Ironman 28, causándole buscar venganza por varios episodios. En el manga original, él y Ryuusaku son los líderes de una organización criminal. |
| Ryuusaku Murasame 村雨竜作                                             | |
| Professor Shutain Franken (不乱拳酒多飲 博士, Furanken Shutain-hakase) | un científico loco reclusivo que creó al robot Black Ox. Él es calmado y muy conocedor, pero desafortunadamente utiliza su talento para crear robots peligrosos. En la versión original de la serie de 1960s, su hombre es Dr. Black Dog. |
| Superhuman Kelly (超人間 ケリー, Chōningen Kerī)                       | un americano que se hizo voluntario para convertirse en androide como parte de experimento de guerra. Como resultado, su cuerpo es enteramente robótico con la excepción de su cerebro, y, a menudo, esta cubierto por vendajes. En la serie de 2004, roba la identidad de su hermano Johnson, para matar al doctor que lo hizo así. |